# Thai paprika
A thai paprika (thai nyelven: พริกขี้หนู, phrik khii nuu, filipino nyelven Siling Labuyo) a cserjés paprika (Capsicum frutescens) egyik változata, rendkívül csípős (50–100 000 Scoville-egység) paprikaféleség.
Bokros, évelő növény. Keskeny levelei középzöldek, kb. 5 cm hosszúak. Virága apró és fehér, hegyes, vékony húsú paprikái 0,5–1 cm szélesek és 3–4 cm hosszúak, a cserjés paprikák többségéhez hasonlóan egyenesen felfelé állnak. Ahogy érnek, először zöldek, aztán pirosak lesznek; érési periódusa 75 nap.
Fokozottan fagyérzékeny fajta. Hűtve rosszul tárolható, de ecetben jól eláll.
Elsősorban a délkelet-ázsiai konyhában használják, de több amerikai csípős szószban is.

## Külső hivatkozások
- Paprika fajták és változatok